# Haus Rolshausen

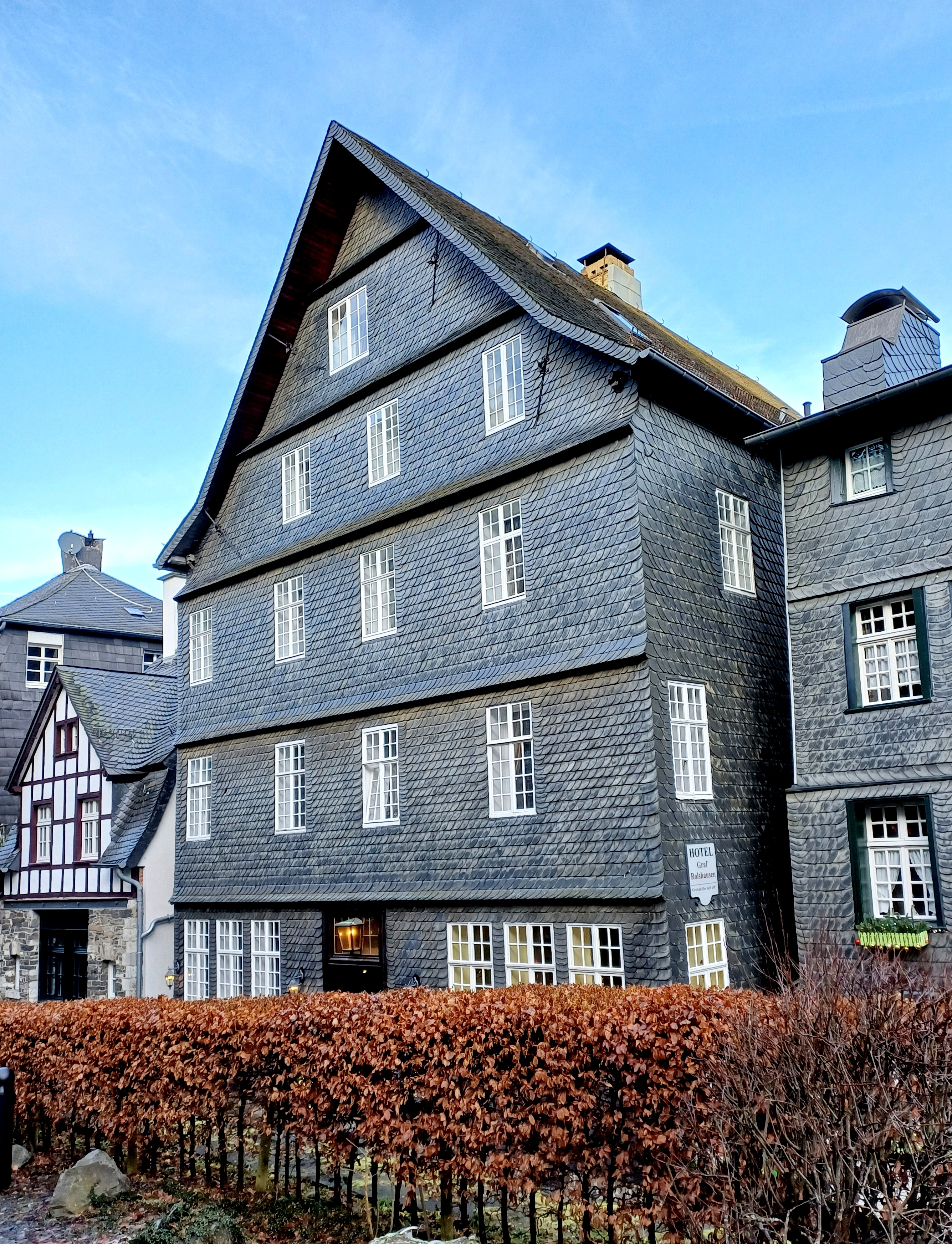
Haus Rolshausen

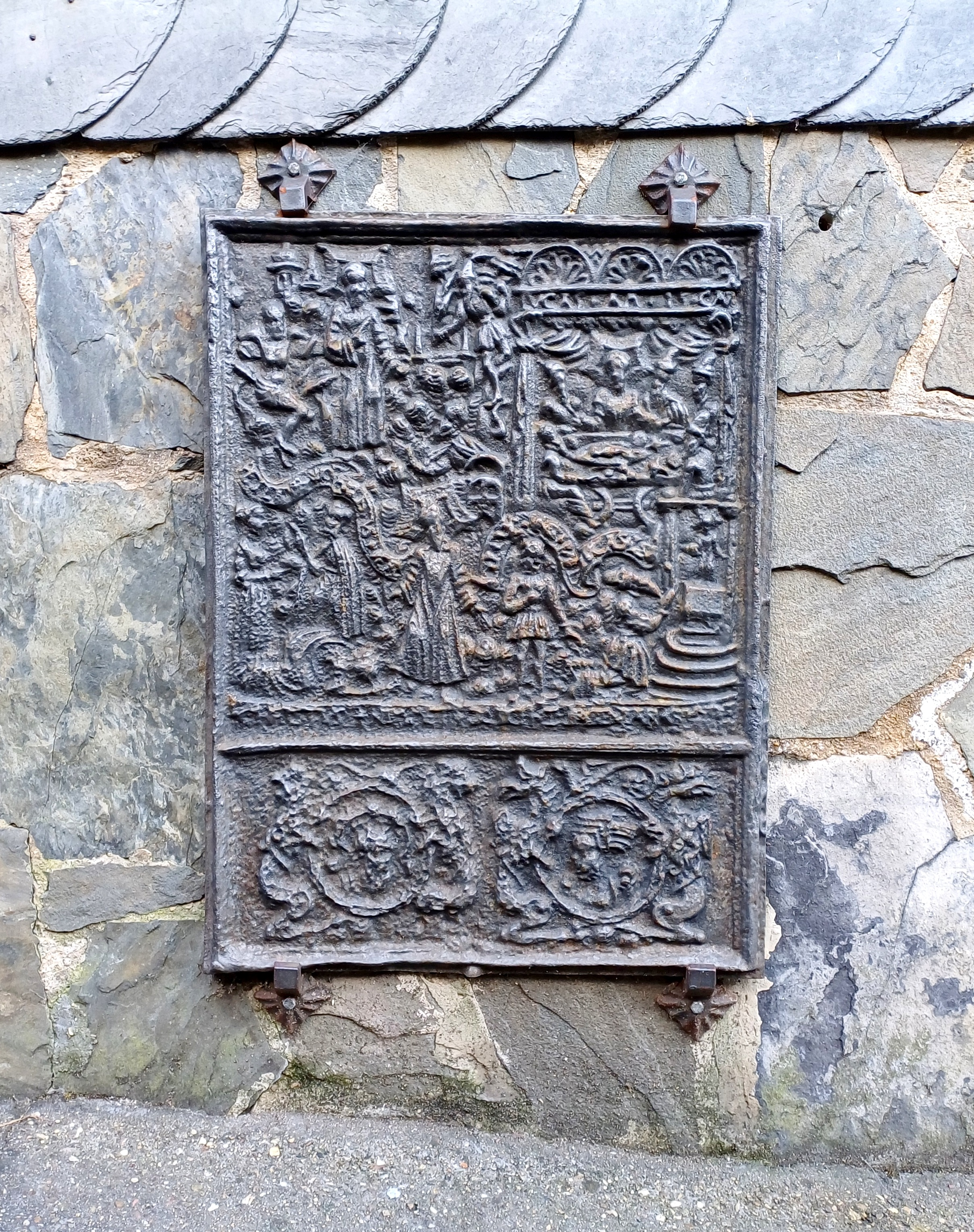
Wappentafel an der Straßenfassade

Das Haus Rolshausen ist ein denkmalgeschütztes repräsentatives Gebäude in Monschau in der Städteregion Aachen in Nordrhein-Westfalen mit der Adresse Kirchstraße 33. Es wurde 1597 vom Herzoglich-Jülichschen Amtmann in Monschau Christoph von Rolshausen, dem Jüngeren († 20. Januar 1616), erbaut, nach dem es fortan benannt wurde.

## Geschichte
Nachdem die Stadt Monschau seit 1435 dem Herzogtum Jülich unterstellt worden war, wurden die hoheitlichen Aufgaben der Stadt durch einen Amtmann des Herzogs verwaltet. Einer von diesen war bis zu seinem Tod der Amtmann Christoph von Rolshausen, der Ältere († 12. Januar 1585), der vierzig Jahre in Monschau amtierte und zusammen mit seiner Gattin wenige Kilometer außerhalb der Stadt auf dem Klosterfriedhof von Kloster Reichenstein begraben wurde. Sein gleichnamiger Sohn folgte seinem Vater als Amtmann zu Monschau. Er heiratete 1589 in Düren in zweiter Ehe Katharina v. Palant zu Wachendorf und Türnich (* 1546 – † 6. Oktober 1624), die 4000 Gulden Mitgift in die Ehe brachte. Zusammen mit ihr ließ er 1597 das repräsentative Stadthaus im Bereich der heutigen Kirchstraße erbauen, wo über dem offenen Kamin des später nach ihm benannten Hauses noch heute das Allianzwappen der Familien von Rolshausen und von Pallandt auf einer gusseisernen Platte angebracht ist. Darüber hinaus hatte er in Konzen den ehemaligen und mittlerweile zerstörten Hardhof, einen alten karolingischen Königshof, wieder aufbauen lassen, den seine Nachkommen rund zweihundert Jahre lang als Lehen nutzten.
Im Jahr 1609 musste Rolshausen gemeinsam mit seiner Frau und zwei gemeinsamen Söhnen die Stadt verlassen, nachdem im Verlauf der kriegerischen Auseinandersetzungen im Rahmen des Jülich-Klevischen Erbfolgestreits die Burg Monschau besetzt und die Stadt eingenommen wurde. Sie verbrachten ihre letzten Jahre auf Schloss Türnich, dem Erbsitz der Katharina von Pallandt. Christoph von Rolshausen hatte darüber hinaus eine uneheliche Tochter Anna, die den Monschauer Forstmeister Adamus Hattardus von der Hardt († 13. Januar 1636) geheiratet hatte. Sie blieb in Monschau und erhielt das elterliche Haus, das wiederum deren Tochter Anna von der Hardt († 1676) als Mitgift in die Ehe mit dem Ratsherrn Wilhelm Bewer († 4. Juli 1670) brachte. Diese Eheleute stifteten der Pfarrgemeinde Monschau einen dem Haus gegenüberliegenden Platz, auf dem in den Jahren 1649/1650 die neue Pfarrkirche St. Mariä Geburt erbaut wurde. Zum Dank hierfür erfolgten ihre Beisetzungen in den Jahren 1670 und 1676 in dieser Kirche. Das Haus Rolshausen erbte anschließend deren Sohn Adamus Hartmut Bewer und danach dessen Sohn und Schultheiß Johann Wilhelm Bewer (* 12. Juni 1667). Letzterer gewährte den ersten vier Ursulinen aus dem Dürener Mutterhaus ab dem 2. Oktober 1710 Unterkunft sowie die Einrichtung eines Gebetsraums im Haus Rolshausen, bis diese im Jahr 1716 in das neu erbaute Ursulinenkloster Monschau übersiedeln konnten.
Maria Helena Bewer (* 17. April 1704), eine Tochter des Schultheißen, brachte das Haus in die Ehe mit dem Monschauer Forstmeister und Burggrafen auf der Burg Heimbach Johann Wilhelm Stoltzen (* 15. März 1694) ein, das nun fast zwei Jahrhunderte im Besitz dieser Familie blieb. Die letzte Erbin des Hauses aus der Familie Stoltzen war Ernestine Stoltzen, die mit dem Imgenbroicher Arzt Johann Jakop Maria te Kamp (* 20. August 1828 – † 26. Februar 1892) verheiratet war. Nach dem Tod ihres Mannes verkaufte die Witwe das Haus an das Maria Hilf Stift in Monschau, das ihm den Namen „Josefshaus“ gab und anfangs von Zöglingen bewohnt wurde. Die Stiftsleitung versäumte jedoch notwendige Restaurierungen, infolge dessen das Haus Rolshausen in der ersten Hälfte des 20. Jahrhunderts zunehmend verfiel. Daraufhin wurde es 1960 an den Aachener Architekten Matthias Debeur verkauft, der es nach alten Aufzeichnungen grundlegend restaurierte und zu einem Hotel umbaute. Seitdem ist es als „Hotel Graf Rolshausen“ eine gehobene Adresse der Monschau-Touristik.

## Baucharakteristik
Das Haus Rolshausen zeigt sich in der engen Kirchstraße als giebelständiges dreigeschossiges Haus mit einem hohen zweigeschossigen Satteldach. Das Gebäude ruht auf einem massiven Gewölbekeller, der in den Hang gebaut wurde und zur Straße hin nur mit kleinen Luken ausgestattet ist. An der Kellerrückseite sind keine Fenster eingelassen, dafür ist die durchgehende Bruchsteinwand mit kräftigen Stützpfeilern hangwärts gesichert. Die Hausfassaden sind rundum mit grauen Schindeln bedeckt und weisen straßenseitig eine Auskragung zwischen den Stockwerken auf. Die Fensterachsen in den Fassaden sind mit vier zur Eingangsseite und drei zur Hausrückseite unregelmäßig verteilt und seitlich aufgrund der Nähe zu den Nachbarhäusern nicht mehr als Achsen definierbar. In ihnen sind hochrechteckige, heute weiße Sprossenfenster ohne erkennbare Gewände verbaut.